# Harmonia lógica
Harmonia Lógica, é um nome inventado por Sir Michael Dummett, é uma suposta restrição sobre as regras de inferência que podem ser usadas em um determinado sistema lógico.
O lógico Gerhard Gentzen propôs que os significados dos conectivos lógicos poderiam ser determinados pelas regras para introduzi-los no discurso. Por exemplo, se se acredita que o céu é azul, e também se acredita que a grama é verde, em seguida, pode introduzir o conjuntivo e da seguinte forma: O céu é azul E a grama é verde. A ideia de Gentzen era que ter regras como essa, é o que dá sentido às palavras, ou pelo menos para certas palavras. A ideia também tem sido associada ao slogan de Wittgenstein, que em muitos casos pode-se dizer que o significado é o uso. Lógicos mais contemporâneos preferem pensar que as regras de introdução e as regras de eliminação (em dedução natural) para uma expressão são igualmente importantes. Neste caso, e caracteriza-se pelas seguintes regras:
| P     | Q |
| P e Q |   |

| P e Q |
| P     |

| P e Q |
| Q     |

Um problema aparente com isso foi apontado por Arthur Prior: Por que não podemos ter uma expressão (chamá-lo de "tonk"), cuja regra de introdução é a de que OU (a partir de "p" para "p tonk "q"), mas cuja regra de eliminação é a regra de E (a partir de "p tonk "q" "q")? Isso nos permite deduzir qualquer coisa a partir de qualquer ponto de partida. Prior sugeriu que isso significava que regras inferenciais podem não determinar o significado. Ele foi respondido por Nuel Belnap, salientou que apesar de regras de introdução e de eliminação poderem constituir significado, não apenas qualquer par de tais regras determinará uma expressão significativa – eles devem atender a determinadas restrições, como não nos permitindo deduzir quaisquer novas verdades no antigo vocabulário. Estas restrições são as restrições às quais Dummett estava se referindo.
A harmonia, então, refere-se a certas restrições que uma teoria da prova deve deixar entre as regras de introdução e de eliminação para que ela seja significativa, ou seja, suas regras de inferência sejam constitutivas de significado.
A aplicação da harmonia à lógica pode ser considerada um caso especial; faz sentido falar de harmonia com respeito não apenas aos sistemas inferenciais, mas também aos sistemas conceituais na cognição humana, e para sistemas de tipos em linguagens de programação.
A semântica dessa forma não proporcionou um grande desafio ao esboçado na teoria semântica da verdade de Tarski, mas muitos filósofos interessados em reconstituir a semântica da lógica de uma forma que respeita o significado de Ludwig Wittgenstein, sentem que a harmonia é a chave.

## Ligação externa
- Harmony at Greg Restall's Proof and Consequence wiki